# Fontaine-Simon
Fontaine-Simon är en kommun i departementet Eure-et-Loir i regionen Centre-Val de Loire strax norr om centrala Frankrike. Kommunen ligger i kantonen La Loupe som tillhör arrondissementet Nogent-le-Rotrou. År 2022 hade Fontaine-Simon 887 invånare.

## Befolkningsutveckling
Antalet invånare i kommunen Fontaine-Simon
Referens:INSEE